# Vulcanisaeta
Genre
Espèces de rang inférieur
- Vulcanisaeta distributa
- Vulcanisaeta moutnovskia
- Vulcanisaeta souniana

Vulcanisaeta est un genre d'archées de la famille des Thermoproteaceae. Il s'agit de microorganismes thermophiles anaérobies et hétérotrophes qui se développent de façon optimale de 85 à 90 °C et à pH compris entre 4,0 et 4,5. Les cellules sont en forme de bâtonnets droits ou légèrement incurvés larges de 0,4 à 0,6 μm. Dans certains cas, les cellules sont ramifiées ou portent des corps sphériques à leurs extrémités. Elles métabolisent le maltose, l'amidon, l'acide malique, la levure de bière, le peptone, l'extrait de viande et la gélatine, mais pas le D-arabinose, le D-fructose, le lactose, le saccharose, le D-xylose, l'acide acétique, l'acide butyrique, l'acide formique, l'acide fumarique, l'acide propionique, l'acide pyruvique, l'acide succinique, le méthanol, le formamide, la méthylamine et la triméthylamine. Elles utilisent le soufre et le thiosulfate S2O32− comme accepteurs d'électrons. Contrairement à d'autres archées apparentées génétiquement telles que les genres Thermocladium et Caldivirga, les espèces du genre Vulcanisaeta peuvent croître en l'absence de vitamines et d'extraits de cellules d'archées dans le milieu de culture.
Les souches de Vulcanisaeta ont été retrouvées dans les sources chaudes du Japon, où elles sont les principales archées de l'embranchement des Crenarchaeota en forme de bâtonnets, mais n'ont pas été observées ailleurs qu'au Japon, ce qui les différencie des genres Thermoproteus et Pyrobaculum, sont la distribution est planétaire, notamment aux Açores, en Islande, en Indonésie, en Italie, au Japon, aux Philippines, en Russie et aux États-Unis.